# Colombia en la Copa Oro Femenina de la Concacaf de 2024
La Copa Oro Femenina de la Concacaf de 2024 se llevó a cabo del 20 al 10 de marzo Colombia fue uno de los 12 participantes.

## Plantel
Entrenador:  Ángelo Marsiglia
La plantilla final fue anunciada el 9 de febrero de 2024.
| No. | Pos. | Jugadora           | Fecha de nacimiento (edad)         | Apa. | Goles | Club                       |
| --- | ---- | ------------------ | ---------------------------------- | ---- | ----- | -------------------------- |
| 1   | POR  | Natalia Giraldo    | 19 de mayo de 2003 (20 años)       | 3    | 0     | América de Cali            |
| 2   | DEF  | Manuela Vanegas    | 9 de noviembre de 2000 (23 años)   | 21   | 3     | Real Sociedad              |
| 3   | DEF  | Daniela Arias      | 31 de agosto de 1994 (29 años)     | 9    | 1     | Corinthians                |
| 4   | DEF  | Fabiana Yantén     | 16 de mayo de 1999 (24 años)       | 0    | 0     | América de Cali            |
| 5   | MED  | Lorena Bedoya      | 6 de octubre de 1997 (26 años)     | 6    | 0     | Real Brasília FC           |
| 6   | MED  | Daniela Montoya    | 22 de agosto de 1990 (33 años)     | 46   | 3     | Atlético Nacional          |
| 7   | MED  | María Camila Reyes | 11 de mayo de 2002 (21 años)       | 3    | 0     | Santa Fe                   |
| 8   | MED  | Marcela Restrepo   | 10 de noviembre de 1995 (28 años)  | 0    | 0     | Atlético Nacional          |
| 9   | DEL  | Ivonne Chacón      | 12 de octubre de 1997 (26 años)    | 0    | 0     | Valencia CF                |
| 10  | DEL  | Diana Celis        | 13 de febrero de 1993 (31 años)    | 0    | 0     | Millonarios                |
| 11  | DEL  | Catalina Usme      | 25 de diciembre de 1989 (34 años)  | 66   | 37    | Pachuca                    |
| 12  | POR  | Sandra Sepúlveda   | 3 de marzo de 1988 (35 años)       | 35   | 0     | Club Llaneros              |
| 13  | MED  | Ilana Izquierdo    | 14 de junio de 2002 (21 años)      | 2    | 0     | Mississippi State Bulldogs |
| 14  | DEF  | Ángela Barón       | 18 de septiembre de 2003 (20 años) | 1    | 0     | Atlético Nacional          |
| 15  | DEL  | Manuela Paví       | 28 de diciembre de 2000 (23 años)  | 2    | 1     | Deportivo Cali             |
| 16  | MED  | Lady Andrade       | 10 de enero de 1992 (32 años)      | 47   | 5     | Real Brasília FC           |
| 17  | DEF  | Carolina Arias     | 2 de septiembre de 1990 (33 años)  | 39   | 0     | América de Cali            |
| 18  | DEL  | Linda Caicedo      | 22 de febrero de 2005 (18 años)    | 25   | 6     | Real Madrid                |
| 19  | DEF  | Jorelyn Carabalí   | 18 de mayo de 1997 (26 años)       | 7    | 0     | Brighton & Hove Albion     |
| 20  | DEF  | Mónica Ramos       | 14 de octubre de 1998 (25 años)    | 2    | 0     | Grêmio                     |
| 21  | MED  | Liana Salazar      | 16 de septiembre de 1992 (31 años) | 19   | 2     | Millonarios                |
| 22  | POR  | Stefany Castaño    | 11 de enero de 1994 (30 años)      | 9    | 0     | Atlético Mineiro           |
| 23  | DEL  | Elexa Bahr         | 26 de mayo de 1998 (25 años)       | 5    | 0     | Racing Louisville          |

## Participación

### Partidos
| Fecha         | Ciudad      | Instancia        |                |                           | Resultado |                        |             |
| ------------- | ----------- | ---------------- | -------------- | ------------------------- | --------- | ---------------------- | ----------- |
| 21 de febrero | Carson      | Fase de grupos   | Panamá         | Bandera de Panamá         | 0:6 (0:3) | Bandera de Colombia    | Colombia    |
| 24 de febrero | Carson      | Fase de grupos   | Colombia       | Bandera de Colombia       | 0:1 (0:1) | Bandera de Brasil      | Brasil      |
| 27 de febrero | Carson      | Fase de grupos   | Colombia       | Bandera de Colombia       | 2:0 (1:0) | Bandera de Puerto Rico | Puerto Rico |
| 3 de marzo    | Los Ángeles | Cuartos de final | Estados Unidos | Bandera de Estados Unidos | 3:0 (3:0) | Bandera de Colombia    | Colombia    |

### Primera fase - Grupo B

#### Posiciones
| Equipo      | Pts | PJ | PG | PE | PP | GF | GC | Dif |
| ----------- | --- | -- | -- | -- | -- | -- | -- | --- |
| Brasil      | 9   | 3  | 3  | 0  | 0  | 7  | 0  | 7   |
| Colombia    | 6   | 3  | 2  | 0  | 1  | 8  | 1  | 7   |
| Puerto Rico | 3   | 3  | 1  | 0  | 2  | 2  | 4  | –2  |
| Panamá      | 0   | 3  | 0  | 0  | 3  | 1  | 13 | −12 |

|  | Clasificados a los cuartos de final. |

#### Panamá vs. Colombia
| 21 de febrero de 2024, 16:30 | Panamá | 0:3 (0:6)        | Colombia                                                                  | Snapdragon Stadium, San Diego                                       |                                                                     |
|                              |        | Concacaf Reporte | Paví 26', 34' · Usme 36' · Vanegas 72' · Caicedo 84' · Vanegas 89' (a.g.) | Asistencia: 815 espectadores Árbitra: Katia García VAR: Diana Pérez | Asistencia: 815 espectadores Árbitra: Katia García VAR: Diana Pérez |

| 12         | Guardameta     | Yenith Bailey      |     |
| 4          | Defensa        | Katherine Castillo | 46' |
| 16         | Defensa        | Rebeca Espinosa    | 62' |
| 5          | Defensa        | Yomira Pinzón      |     |
| 3          | Defensa        | Wendy Natis        |     |
| 2          | Defensa        | Hilary Jaén        |     |
| 11         | Centrocampista | Natalia Mills      | 62' |
| 8          | Centrocampista | Schiandra González |     |
| 14         | Centrocampista | Carmen Montenegro  | 46' |
| 17         | Delantero      | Kenia Rangel       |     |
| 10         | Delantero      | Marta Cox          | 89' |
| Entrenador | Entrenador     | Ignacio Quintana   |     |

| 1          | Guardameta     | Natalia Giraldo  |     |
| 17         | Defensa        | Carolina Arias   | 70' |
| 19         | Defensa        | Jorelyn Carabalí |     |
| 3          | Defensa        | Daniela Arias    |     |
| 2          | Defensa        | Manuela Vanegas  |     |
| 5          | Centrocampista | Lorena Bedoya    |     |
| 8          | Centrocampista | Marcela Restrepo | 70' |
| 6          | Centrocampista | Daniela Montoya  |     |
| 13         | Centrocampista | Ilana Izquierdo  | 70' |
| 15         | Centrocampista | Manuela Paví     | 79' |
| 11         | Delantero      | Catalina Usme    | 79' |
| Entrenador | Entrenador     | Ángelo Marsiglia |     |

| 20 | Centrocampista | Aldrith Quintero     | 46' |
| 13 | Delantero      | Riley Tanner         | 46' |
| 7  | Delantero      | Sherline King        | 62' |
| 23 | Defensa        | Carina Baltrip-Reyes | 62' |
| 9  | Delantero      | Katherine Parris     | 89' |

| 21 | Centrocampista | Liana Salazar | 70' |
| 18 | Delantero      | Linda Caicedo | 70' |
| 20 | Defensa        | Mónica Ramos  | 70' |
| 10 | Delantero      | Diana Celis   | 79' |
| 16 | Centrocampista | Lady Andrade  | 79' |

| Anotado           | 26' | Nicolette Hernández | 0:1 |
| Anotado           | 34' | Jacqueline Ovalle   | 0:2 |
| Anotado           | 36' | Karen Luna          | 0:3 |
| Anotado           | 72' | Jacqueline Ovalle   | 0:4 |
| Anotado           | 84' | Rebeca Bernal       | 0:5 |
| Anotado · Autogol | 89' | Diana Ordóñez       | 0:6 |

| Amonestado | 76'   | Marta Cox   |
| Amonestado | 90+1' | Wendy Natis |

| Amonestado | 81' | Lorena Bedoya |

| Árbitra             | Katia García     |
| Árbitras asistentes | Endenia Caudillo |
| Árbitras asistentes | Karen Díaz       |
| Cuarta árbitra      | Sandra Benítez   |
| VAR                 | Diana Pérez      |
| Adicional VAR       | Amairany García  |

| 12         | Guardameta     | Yenith Bailey      |     |
| 4          | Defensa        | Katherine Castillo | 46' |
| 16         | Defensa        | Rebeca Espinosa    | 62' |
| 5          | Defensa        | Yomira Pinzón      |     |
| 3          | Defensa        | Wendy Natis        |     |
| 2          | Defensa        | Hilary Jaén        |     |
| 11         | Centrocampista | Natalia Mills      | 62' |
| 8          | Centrocampista | Schiandra González |     |
| 14         | Centrocampista | Carmen Montenegro  | 46' |
| 17         | Delantero      | Kenia Rangel       |     |
| 10         | Delantero      | Marta Cox          | 89' |
| Entrenador | Entrenador     | Ignacio Quintana   |     |

| 1          | Guardameta     | Natalia Giraldo  |     |
| 17         | Defensa        | Carolina Arias   | 70' |
| 19         | Defensa        | Jorelyn Carabalí |     |
| 3          | Defensa        | Daniela Arias    |     |
| 2          | Defensa        | Manuela Vanegas  |     |
| 5          | Centrocampista | Lorena Bedoya    |     |
| 8          | Centrocampista | Marcela Restrepo | 70' |
| 6          | Centrocampista | Daniela Montoya  |     |
| 13         | Centrocampista | Ilana Izquierdo  | 70' |
| 15         | Centrocampista | Manuela Paví     | 79' |
| 11         | Delantero      | Catalina Usme    | 79' |
| Entrenador | Entrenador     | Ángelo Marsiglia |     |

| 20 | Centrocampista | Aldrith Quintero     | 46' |
| 13 | Delantero      | Riley Tanner         | 46' |
| 7  | Delantero      | Sherline King        | 62' |
| 23 | Defensa        | Carina Baltrip-Reyes | 62' |
| 9  | Delantero      | Katherine Parris     | 89' |

| 21 | Centrocampista | Liana Salazar | 70' |
| 18 | Delantero      | Linda Caicedo | 70' |
| 20 | Defensa        | Mónica Ramos  | 70' |
| 10 | Delantero      | Diana Celis   | 79' |
| 16 | Centrocampista | Lady Andrade  | 79' |

| Anotado           | 26' | Nicolette Hernández | 0:1 |
| Anotado           | 34' | Jacqueline Ovalle   | 0:2 |
| Anotado           | 36' | Karen Luna          | 0:3 |
| Anotado           | 72' | Jacqueline Ovalle   | 0:4 |
| Anotado           | 84' | Rebeca Bernal       | 0:5 |
| Anotado · Autogol | 89' | Diana Ordóñez       | 0:6 |

| Amonestado | 76'   | Marta Cox   |
| Amonestado | 90+1' | Wendy Natis |

| Amonestado | 81' | Lorena Bedoya |

| Árbitra             | Katia García     |
| Árbitras asistentes | Endenia Caudillo |
| Árbitras asistentes | Karen Díaz       |
| Cuarta árbitra      | Sandra Benítez   |
| VAR                 | Diana Pérez      |
| Adicional VAR       | Amairany García  |

| Estadísticas      | Bandera de Panamá | Bandera de Colombia |
| Tiros             | 4                 | 28                  |
| Tiros a puerta    | 3                 | 14                  |
| Faltas            | 8                 | 8                   |
| Saques de esquina | 1                 | 3                   |
| Penaltis          | 0                 | 0                   |
| Fueras de juego   | 0                 | 1                   |
| Posesión de balón | 23%               | 77%                 |

#### Colombia vs. Brasil
| 24 de febrero de 2024, 19:15 | Colombia | 0:1 (0:1)        | Brasil    | Snapdragon Stadium, San Diego                                              |                                                                            |
|                              |          | Concacaf Reporte | Santos 6' | Asistencia: 4 799 espectadores Árbitra: Tori Penso VAR: Ekaterina Koroleva | Asistencia: 4 799 espectadores Árbitra: Tori Penso VAR: Ekaterina Koroleva |

| 1          | Guardameta     | Natalia Giraldo  |       |
| 17         | Defensa        | Carolina Arias   |       |
| 19         | Defensa        | Jorelyn Carabalí |       |
| 3          | Defensa        | Daniela Arias    |       |
| 2          | Defensa        | Manuela Vanegas  |       |
| 5          | Centrocampista | Lorena Bedoya    |       |
| 8          | Centrocampista | Marcela Restrepo | 90+2' |
| 6          | Centrocampista | Daniela Montoya  | 69'   |
| 13         | Centrocampista | Ilana Izquierdo  |       |
| 18         | Centrocampista | Linda Caicedo    |       |
| 11         | Delantero      | Catalina Usme    |       |
| Entrenador | Entrenador     | Ángelo Marsiglia |       |

| 1          | Guardameta     | Luciana       |     |
| 2          | Defensa        | Antônia       |     |
| 3          | Defensa        | Tarciane      |     |
| 4          | Defensa        | Rafaelle      |     |
| 6          | Defensa        | Yasmim        |     |
| 11         | Centrocampista | Adriana       | 63' |
| 20         | Centrocampista | Duda Sampaio  | 88' |
| 21         | Centrocampista | Duda Santos   | 63' |
| 18         | Centrocampista | Gabi Portilho |     |
| 9          | Delantero      | Gabi Nunes    | 84' |
| 10         | Delantero      | Bia Zaneratto | 63' |
| Entrenador | Entrenador     | Arthur Elias  |     |

| 15 | Delantero | Manuela Paví   | 69'   |
| 4  | Defensa   | Fabiana Yantén | 90+2' |

| 7  | Delantero      | Debinha      | 63' |
| 8  | Centrocampista | Ary Borges   | 63' |
| 19 | Delantero      | Geyse        | 63' |
| 17 | Centrocampista | Aline Milene | 84' |
| 16 | Centrocampista | Vitória Yaya | 88' |

| Anotado | 6' | Duda Santos | 0:1 |

| Amonestado | 21' | Catalina Usme   |  |
| Amonestado | 33' | Daniela Montoya |  |
| Amonestado | 59' | Daniela Arias   |  |

| Amonestado | 69' | Ary Borges |  |
| Amonestado | 74' | Yasmin     |  |

| Árbitra             | Tori Penso         |
| Árbitras asistentes | Brooke Mayo        |
| Árbitras asistentes | Kathryn Nesbitt    |
| Cuarta árbitra      | Sandra Benítez     |
| VAR                 | Ekaterina Koroleva |
| Adicional VAR       | Amairani Garcia    |

| 1          | Guardameta     | Natalia Giraldo  |       |
| 17         | Defensa        | Carolina Arias   |       |
| 19         | Defensa        | Jorelyn Carabalí |       |
| 3          | Defensa        | Daniela Arias    |       |
| 2          | Defensa        | Manuela Vanegas  |       |
| 5          | Centrocampista | Lorena Bedoya    |       |
| 8          | Centrocampista | Marcela Restrepo | 90+2' |
| 6          | Centrocampista | Daniela Montoya  | 69'   |
| 13         | Centrocampista | Ilana Izquierdo  |       |
| 18         | Centrocampista | Linda Caicedo    |       |
| 11         | Delantero      | Catalina Usme    |       |
| Entrenador | Entrenador     | Ángelo Marsiglia |       |

| 1          | Guardameta     | Luciana       |     |
| 2          | Defensa        | Antônia       |     |
| 3          | Defensa        | Tarciane      |     |
| 4          | Defensa        | Rafaelle      |     |
| 6          | Defensa        | Yasmim        |     |
| 11         | Centrocampista | Adriana       | 63' |
| 20         | Centrocampista | Duda Sampaio  | 88' |
| 21         | Centrocampista | Duda Santos   | 63' |
| 18         | Centrocampista | Gabi Portilho |     |
| 9          | Delantero      | Gabi Nunes    | 84' |
| 10         | Delantero      | Bia Zaneratto | 63' |
| Entrenador | Entrenador     | Arthur Elias  |     |

| 15 | Delantero | Manuela Paví   | 69'   |
| 4  | Defensa   | Fabiana Yantén | 90+2' |

| 7  | Delantero      | Debinha      | 63' |
| 8  | Centrocampista | Ary Borges   | 63' |
| 19 | Delantero      | Geyse        | 63' |
| 17 | Centrocampista | Aline Milene | 84' |
| 16 | Centrocampista | Vitória Yaya | 88' |

| Anotado | 6' | Duda Santos | 0:1 |

| Amonestado | 21' | Catalina Usme   |  |
| Amonestado | 33' | Daniela Montoya |  |
| Amonestado | 59' | Daniela Arias   |  |

| Amonestado | 69' | Ary Borges |  |
| Amonestado | 74' | Yasmin     |  |

| Árbitra             | Tori Penso         |
| Árbitras asistentes | Brooke Mayo        |
| Árbitras asistentes | Kathryn Nesbitt    |
| Cuarta árbitra      | Sandra Benítez     |
| VAR                 | Ekaterina Koroleva |
| Adicional VAR       | Amairani Garcia    |

| Estadísticas      | Bandera de Colombia | Bandera de Brasil |
| Tiros             | 11                  | 14                |
| Tiros a puerta    | 0                   | 5                 |
| Faltas            | 13                  | 16                |
| Saques de esquina | 5                   | 7                 |
| Penaltis          | 0                   | 0                 |
| Fueras de juego   | 1                   | 1                 |
| Posesión de balón | 41%                 | 59%               |

#### Colombia vs. Puerto Rico
| 27 de febrero de 2024, 16:00 | Colombia               | 2:0 (1:0)        | Puerto Rico | Snapdragon Stadium, San Diego                                                     |                                                                                   |
|                              | Usme 16' · Caicedo 53' | Concacaf Reporte |             | Asistencia: 1 811 espectadores Árbitra: Marie-Soleil Beaudoin VAR: Tatiana Guzmán | Asistencia: 1 811 espectadores Árbitra: Marie-Soleil Beaudoin VAR: Tatiana Guzmán |

| 1          | Guardameta     | Natalia Giraldo  |     |
| 17         | Defensa        | Carolina Arias   | 58' |
| 19         | Defensa        | Jorelyn Carabalí |     |
| 14         | Defensa        | Ángela Barón     |     |
| 2          | Defensa        | Manuela Vanegas  |     |
| 8          | Centrocampista | Marcela Restrepo | 58' |
| 21         | Centrocampista | Liana Salazar    |     |
| 13         | Centrocampista | Ilana Izquierdo  |     |
| 15         | Delantero      | Manuela Paví     | 70' |
| 11         | Delantero      | Catalina Usme    | 58' |
| 18         | Delantero      | Linda Caicedo    | 69' |
| Entrenador | Entrenador     | Ángelo Marsiglia |     |

| 12         | Guardameta     | Sydney Martínez    |     |
| 2          | Defensa        | Verónica García    | 66' |
| 5          | Defensa        | Madison Cox        |     |
| 16         | Defensa        | Amber DiOrio       |     |
| 4          | Defensa        | Bryana Pizarro     | 66' |
| 19         | Centrocampista | Danielle Marcano   |     |
| 21         | Centrocampista | Sarah Martínez     |     |
| 10         | Centrocampista | Nickolette Driesse |     |
| 14         | Centrocampista | Jill Aguilera      |     |
| 17         | Delantero      | Juelle Love        | 66' |
| 9          | Delantero      | Gloria Douglas     | 46' |
| Entrenador | Entrenador     | Nat González       |     |

| 7  | Centrocampista | María Camila Reyes | 58' |
| 20 | Defensa        | Mónica Ramos       | 58' |
| 16 | Centrocampista | Lady Andrade       | 58' |
| 23 | Delantero      | Elexa Bahr         | 69' |
| 9  | Delantero      | Ivonne Chacón      | 70' |

| 22 | Delantero      | Kennedy García   | 46' |
| 15 | Centrocampista | Ashley McMahon   | 66' |
| 6  | Defensa        | Jasmine Méndez   | 66' |
| 3  | Centrocampista | Jailene de Jesús | 66' |

| Anotado | 16' | Catalina Usme | 1:0 |
| Anotado | 53' | Linda Caicedo | 2:0 |

| Amonestado | 45+3' | Manuela Paví |

| Amonestado | 43' | Juelle Love |

| Árbitra             | Marie-Soleil Beaudoin |
| Árbitras asistentes | Chantal Boudreau      |
| Árbitras asistentes | Gabrielle Lemieux     |
| Cuarta árbitra      | Merlin Vanessa Soto   |
| VAR                 | Tatiana Guzman        |
| Adicional VAR       | Diana Perez           |

| 1          | Guardameta     | Natalia Giraldo  |     |
| 17         | Defensa        | Carolina Arias   | 58' |
| 19         | Defensa        | Jorelyn Carabalí |     |
| 14         | Defensa        | Ángela Barón     |     |
| 2          | Defensa        | Manuela Vanegas  |     |
| 8          | Centrocampista | Marcela Restrepo | 58' |
| 21         | Centrocampista | Liana Salazar    |     |
| 13         | Centrocampista | Ilana Izquierdo  |     |
| 15         | Delantero      | Manuela Paví     | 70' |
| 11         | Delantero      | Catalina Usme    | 58' |
| 18         | Delantero      | Linda Caicedo    | 69' |
| Entrenador | Entrenador     | Ángelo Marsiglia |     |

| 12         | Guardameta     | Sydney Martínez    |     |
| 2          | Defensa        | Verónica García    | 66' |
| 5          | Defensa        | Madison Cox        |     |
| 16         | Defensa        | Amber DiOrio       |     |
| 4          | Defensa        | Bryana Pizarro     | 66' |
| 19         | Centrocampista | Danielle Marcano   |     |
| 21         | Centrocampista | Sarah Martínez     |     |
| 10         | Centrocampista | Nickolette Driesse |     |
| 14         | Centrocampista | Jill Aguilera      |     |
| 17         | Delantero      | Juelle Love        | 66' |
| 9          | Delantero      | Gloria Douglas     | 46' |
| Entrenador | Entrenador     | Nat González       |     |

| 7  | Centrocampista | María Camila Reyes | 58' |
| 20 | Defensa        | Mónica Ramos       | 58' |
| 16 | Centrocampista | Lady Andrade       | 58' |
| 23 | Delantero      | Elexa Bahr         | 69' |
| 9  | Delantero      | Ivonne Chacón      | 70' |

| 22 | Delantero      | Kennedy García   | 46' |
| 15 | Centrocampista | Ashley McMahon   | 66' |
| 6  | Defensa        | Jasmine Méndez   | 66' |
| 3  | Centrocampista | Jailene de Jesús | 66' |

| Anotado | 16' | Catalina Usme | 1:0 |
| Anotado | 53' | Linda Caicedo | 2:0 |

| Amonestado | 45+3' | Manuela Paví |

| Amonestado | 43' | Juelle Love |

| Árbitra             | Marie-Soleil Beaudoin |
| Árbitras asistentes | Chantal Boudreau      |
| Árbitras asistentes | Gabrielle Lemieux     |
| Cuarta árbitra      | Merlin Vanessa Soto   |
| VAR                 | Tatiana Guzman        |
| Adicional VAR       | Diana Perez           |

| Estadísticas      | Bandera de Colombia | Bandera de Puerto Rico |
| Tiros             | 11                  | 7                      |
| Tiros a puerta    | 8                   | 1                      |
| Faltas            | 12                  | 9                      |
| Saques de esquina | 3                   | 0                      |
| Penaltis          | 0                   | 0                      |
| Fueras de juego   | 3                   | 0                      |
| Posesión de balón | 68%                 | 32%                    |

### Cuartos de final

#### Estados Unidos vs. Colombia
| 3 de marzo de 2024, 17:15 | Estados Unidos                                  | 3:0 (3:0)        | Colombia | BMO Stadium, Los Ángeles                                                     |                                                                              |
|                           | Horan 13' (pen.) · Nighswonger 22' · Shaw 45+2' | Concacaf Reporte |          | Asistencia: 16 746 espectadores Árbitra: Marianela Araya VAR: Tatiana Guzmán | Asistencia: 16 746 espectadores Árbitra: Marianela Araya VAR: Tatiana Guzmán |

| 1           | Guardameta     | Alyssa Naeher     |     |
| 23          | Defensa        | Emily Fox         |     |
| 4           | Defensa        | Naomi Girma       |     |
| 12          | Defensa        | Tierna Davidson   |     |
| 3           | Defensa        | Jenna Nighswonger |     |
| 15          | Centrocampista | Korbin Albert     | 71' |
| 22          | Centrocampista | Trinity Rodman    | 46' |
| 10          | Centrocampista | Lindsey Horan     | 83' |
| 8           | Centrocampista | Jaedyn Shaw       | 58' |
| 17          | Centrocampista | Sam Coffey        |     |
| 7           | Delantero      | Alex Morgan       | 71' |
| Entrenadora | Entrenadora    | Twila Kilgore     |     |

| 1          | Guardameta     | Natalia Giraldo  |     |
| 17         | Defensa        | Carolina Arias   |     |
| 19         | Defensa        | Jorelyn Carabalí |     |
| 3          | Defensa        | Daniela Arias    | 46' |
| 2          | Defensa        | Manuela Vanegas  |     |
| 13         | Centrocampista | Ilana Izquierdo  | 89' |
| 5          | Centrocampista | Lorena Bedoya    | 46' |
| 6          | Centrocampista | Daniela Montoya  | 46' |
| 11         | Delantero      | Catalina Usme    |     |
| 15         | Delantero      | Manuela Paví     |     |
| 18         | Delantero      | Linda Caicedo    |     |
| Entrenador | Entrenador     | Ángelo Marsiglia |     |

| 9  | Delantero      | Midge Purce     | 46' |
| 16 | Centrocampista | Rose Lavelle    | 58' |
| 11 | Delantero      | Sophia Smith    | 71' |
| 13 | Centrocampista | Olivia Moultrie | 71' |
| 14 | Centrocampista | Emily Sonnett   | 83' |

| 14 | Defensa        | Ángela Barón     | 46' |
| 21 | Centrocampista | Liana Salazar    | 46' |
| 8  | Centrocampista | Marcela Restrepo | 46' |
| 16 | Centrocampista | Lady Andrade     | 89' |

| Anotado · Penal | 13'   | Lindsey Horan     | 1:0 |
| Anotado         | 22'   | Jenna Nighswonger | 2:0 |
| Anotado         | 45+2' | Jaedyn Shaw       | 3:0 |

| Amonestado | 18' | Alex Morgan    |
| Amonestado | 21' | Trinity Rodman |
| Amonestado | 66' | Lindsey Horan  |

| Amonestado | 11' | Jorelyn Carabalí |
| Amonestado | 15' | Catalina Usme    |
| Amonestado | 69' | Marcela Restrepo |
| Amonestado | 75' | Manuela Paví     |

| Árbitra             | Marianela Araya |
| Árbitras asistentes | Mijensa Rensch  |
| Árbitras asistentes | Lidia Ayala     |
| Cuarta árbitra      | Sandra Benítez  |
| VAR                 | Tatiana Guzmán  |
| Adicional VAR       | Amairany García |

| 1           | Guardameta     | Alyssa Naeher     |     |
| 23          | Defensa        | Emily Fox         |     |
| 4           | Defensa        | Naomi Girma       |     |
| 12          | Defensa        | Tierna Davidson   |     |
| 3           | Defensa        | Jenna Nighswonger |     |
| 15          | Centrocampista | Korbin Albert     | 71' |
| 22          | Centrocampista | Trinity Rodman    | 46' |
| 10          | Centrocampista | Lindsey Horan     | 83' |
| 8           | Centrocampista | Jaedyn Shaw       | 58' |
| 17          | Centrocampista | Sam Coffey        |     |
| 7           | Delantero      | Alex Morgan       | 71' |
| Entrenadora | Entrenadora    | Twila Kilgore     |     |

| 1          | Guardameta     | Natalia Giraldo  |     |
| 17         | Defensa        | Carolina Arias   |     |
| 19         | Defensa        | Jorelyn Carabalí |     |
| 3          | Defensa        | Daniela Arias    | 46' |
| 2          | Defensa        | Manuela Vanegas  |     |
| 13         | Centrocampista | Ilana Izquierdo  | 89' |
| 5          | Centrocampista | Lorena Bedoya    | 46' |
| 6          | Centrocampista | Daniela Montoya  | 46' |
| 11         | Delantero      | Catalina Usme    |     |
| 15         | Delantero      | Manuela Paví     |     |
| 18         | Delantero      | Linda Caicedo    |     |
| Entrenador | Entrenador     | Ángelo Marsiglia |     |

| 9  | Delantero      | Midge Purce     | 46' |
| 16 | Centrocampista | Rose Lavelle    | 58' |
| 11 | Delantero      | Sophia Smith    | 71' |
| 13 | Centrocampista | Olivia Moultrie | 71' |
| 14 | Centrocampista | Emily Sonnett   | 83' |

| 14 | Defensa        | Ángela Barón     | 46' |
| 21 | Centrocampista | Liana Salazar    | 46' |
| 8  | Centrocampista | Marcela Restrepo | 46' |
| 16 | Centrocampista | Lady Andrade     | 89' |

| Anotado · Penal | 13'   | Lindsey Horan     | 1:0 |
| Anotado         | 22'   | Jenna Nighswonger | 2:0 |
| Anotado         | 45+2' | Jaedyn Shaw       | 3:0 |

| Amonestado | 18' | Alex Morgan    |
| Amonestado | 21' | Trinity Rodman |
| Amonestado | 66' | Lindsey Horan  |

| Amonestado | 11' | Jorelyn Carabalí |
| Amonestado | 15' | Catalina Usme    |
| Amonestado | 69' | Marcela Restrepo |
| Amonestado | 75' | Manuela Paví     |

| Árbitra             | Marianela Araya |
| Árbitras asistentes | Mijensa Rensch  |
| Árbitras asistentes | Lidia Ayala     |
| Cuarta árbitra      | Sandra Benítez  |
| VAR                 | Tatiana Guzmán  |
| Adicional VAR       | Amairany García |

| Estadísticas      | Bandera de Estados Unidos | Bandera de Colombia |
| Tiros             | 18                        | 7                   |
| Tiros a puerta    | 6                         | 3                   |
| Faltas            | 15                        | 16                  |
| Saques de esquina | 5                         | 3                   |
| Penaltis          | 1                         | 0                   |
| Fueras de juego   | 0                         | 5                   |
| Posesión de balón | 45%                       | 55%                 |